# お砂踏み

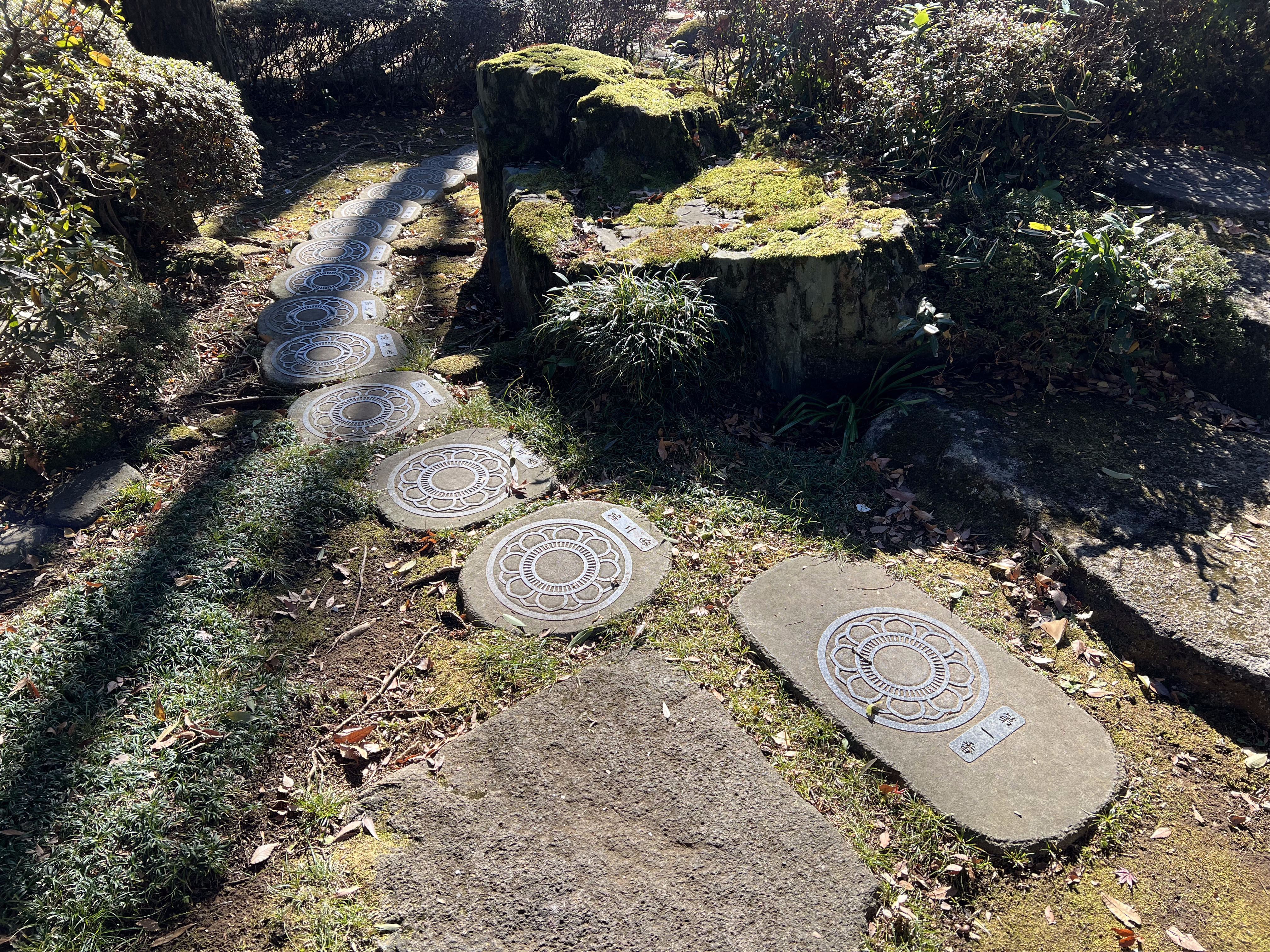
安養院（東京都板橋区）のお砂踏み石

お砂踏み（おすなふみ）は、巡礼の各札所の境内から勧請してきた土や砂を、寺院の敷地内の一角ないし建物内へ密接に配置し、参拝者がそれを踏みながら礼拝する施設ないし行事。時間的・金銭的な理由から巡礼が困難な者にとって代償的・模擬的な疑似巡礼であり、これにより本来の巡礼と同様の功徳を積めるとするものである。四国八十八箇所をモデルとするものが多い。またお砂踏みの習俗は江戸時代からあるものの、いま見られるものは1970年代以降に開創されたものが多い。
相馬八十八箇所など、既存の巡礼路を写した地方巡礼路を開創する際に、モデルとした霊場の砂を勧請する、いわゆる「土砂勧請」はよくあることだが、その砂を巡礼対象とするだけでなく、「踏む」という行為を通じて徒歩による巡礼の旅を象徴・代替させる点にお砂踏みの特徴がある。

## 形態

### 施設
施設としてのお砂踏みは、境内の一角に霊砂を埋納してその上に仏足石などを「お砂踏み石」として設置し、そこを参拝者に踏ませるというものである。弘法大師像など、礼拝するための像を共に祀ることが多く、像を取り囲むようにお砂踏み石を配置する、像に向かっていくよう直線的に配置するなどのパターンがある。
設置している寺院の例として、文殊院（東京都杉並区）、室泉寺（東京都渋谷区）、宝性寺（埼玉県さいたま市）、満願寺（千葉県銚子市）などがある。

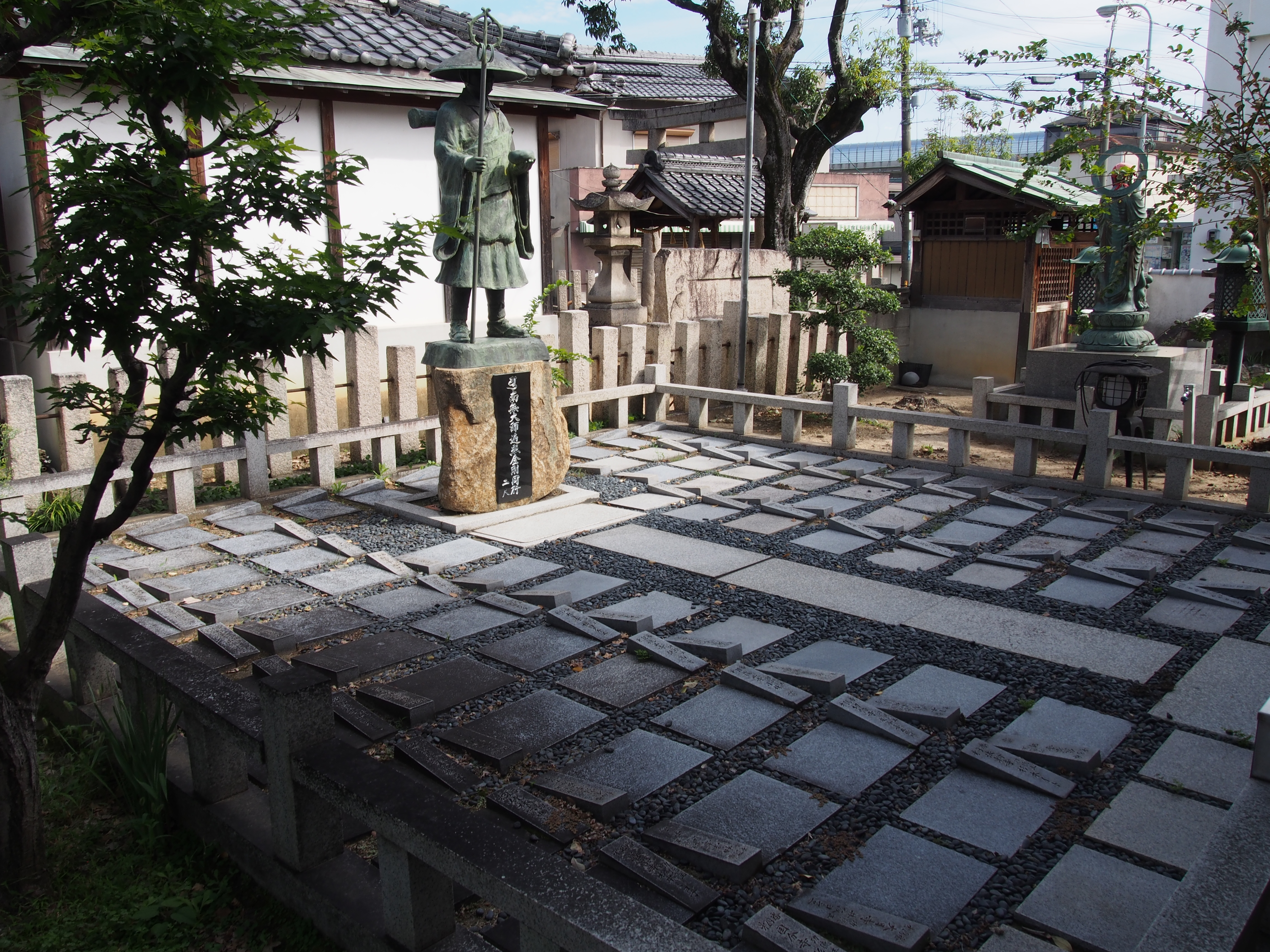
妙楽寺（大阪府和泉市）の例
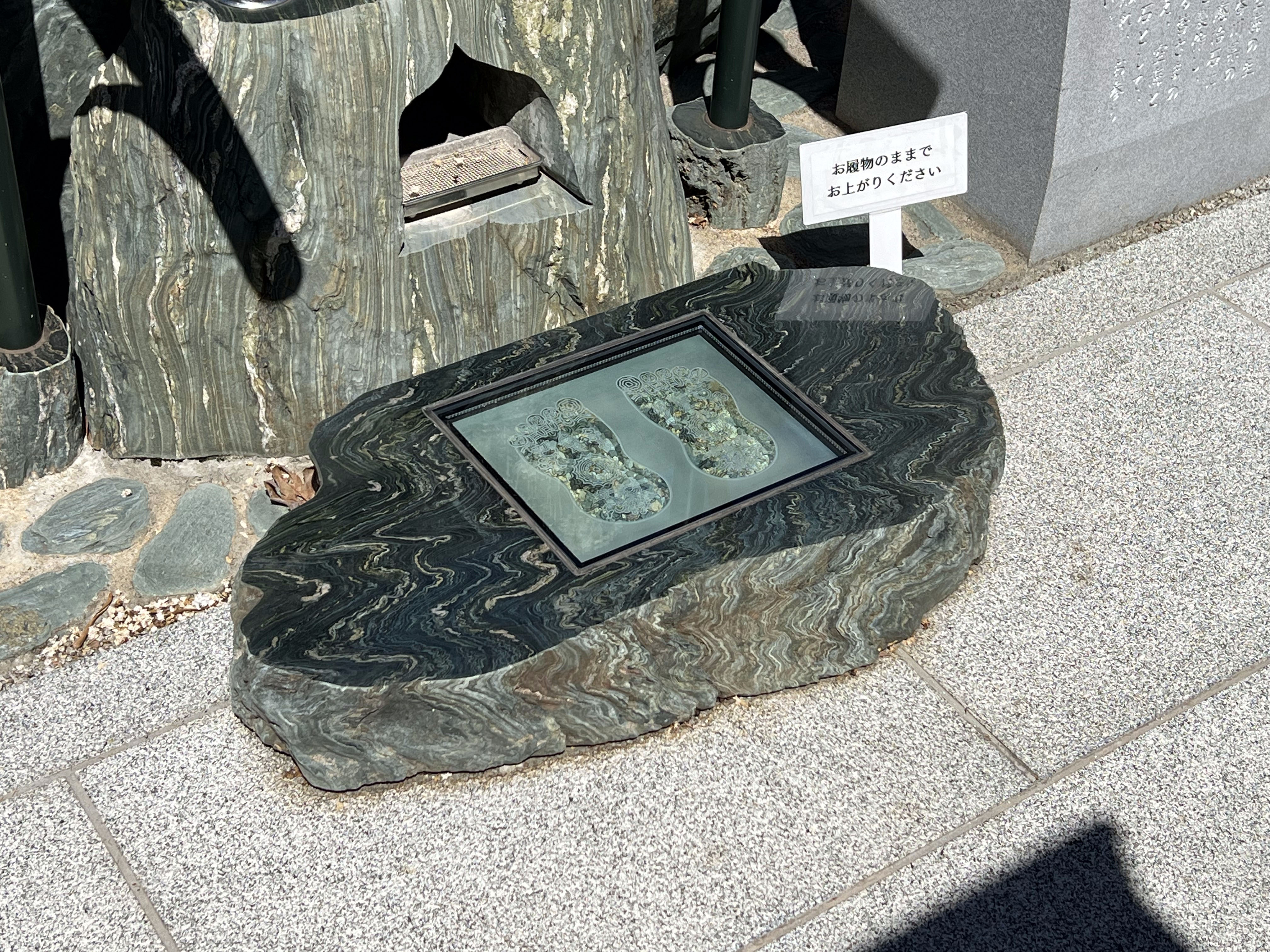
真光寺（東京都北区）の例

### 行事
行事としてのお砂踏みは、各札所の霊砂をそれぞれ布袋などに納めておき、毎年決まった法会の日に本堂内へ順番に敷き並べ、参拝者が順に踏んでゆくというものである。各袋ごとに、対応する札所の本尊の掛軸が礼拝のため掛けられたり、礼拝のための何らかの像が祀られるのが一般的である。また参拝者が笈摺を着用して納札を納めながら袋を踏んでゆくなど、より実際の霊場巡拝に近づけるよう演出が凝らされることもある。
実施している寺院の例として、永代寺（東京都江東区）、地蔵院（埼玉県川口市）、玉川大師（東京都世田谷区）、放生寺（東京都新宿区）などがある。
行事としてのお砂踏みは、もっぱら第二次大戦以降に各地で行なわれるようになった、比較的新しい方式である。

## モデル
2005年の調査によると、お砂踏みのモデルとなった巡礼地は四国八十八ヶ所が約 2/3 と圧倒的に多く、次いで西国三十三ヶ所、坂東三十三ヶ所、秩父三十四ヶ所などが見られた。

## 歴史
開創以来、修業道場の色合いが強かった四国遍路が一般民衆に広まり出したのは室町時代後半であり、さらに1687年に真念が刊行したガイドブック『四国徧禮道指南』の普及により遍路者が激増した結果、遍路の功徳を我が地へも勧請しようという機運が各地方で高まった。小豆島八十八箇所を先駆けとして、全国各地に四国八十八箇所の分身となる巡礼路が開創され、さらに簡便に霊場を巡拝できる方法として編み出されたのがお砂踏みである。従ってお砂踏みが一般的に知られるようになったのは江戸時代以降である。
四国八十八箇所をモデルにした各地のお砂踏みの開創は江戸時代・明治・大正・昭和・平成とまんべんなく見られるが、数にしてみると1970年代から1990年代にかけてが6割を占め、特に1980年代は突出している。この理由について河内 (2005) は、1984年が弘法大師一一五〇年遠忌であったこと、また当時の巡礼ブームの存在を挙げている。